# (7164) Babadzhanov
(7164) Babadzhanov est un astéroïde de la ceinture principale.

## Description
(7164) Babadzhanov est un astéroïde de la ceinture principale. Il fut découvert le 6 mars 1984 à la station Anderson Mesa par Edward L. G. Bowell. Il présente une orbite caractérisée par un demi-grand axe de 2,40 UA, une excentricité de 0,16 et une inclinaison de 4,2° par rapport à l'écliptique.

## Compléments